# 扬中市种猪场
扬中市种猪场，是中华人民共和国江苏省鎮江市扬中市下辖的一个类似乡级单位。

## 行政区划
下辖以下地区：
种猪场虚拟生活区。